# Paraliochthonius martini
Paraliochthonius martini es una especie de arácnido  del orden Pseudoscorpionida de la familia Chthoniidae.

## Distribución geográfica
Es endémico de la isla del Hierro, en las islas Canarias (España).